# Климківка (Кросненський повіт)
Климківка (пол. Klimkówka) — село у Польщі, у гміні Риманів Кросненського повіту Підкарпатського воєводства, поблизу містечка Риманів, центру однойменної гміни. Населення — 1857 осіб (2011).

## Історія
Згадки про Климківку в польських джерелах починаються з 1349 року — року захоплення поляками Галичини. Податковий реєстр 1581 р. засвідчує власність на село Бранських, було 7 селянських дворів, господарство солтиса і тартак.
До 1772 року село входило до Сяніцької землі Руського воєводства, з 1783 року — до Сяноцького округу Королівства Галичини та Володимирії Австро-Угорщини.
До середини XX ст. в регіоні переважало лемківське населення. 20 березня 1726 року в селі заснована парафія, про що дана грамота священику Андрею Вислоцькому. З 1914 до 1945 р. греко-католики села користувалися мурованою церквою Успіння Пресвятої Богородиці, церква була парафіяльною для сіл Ропа і Лосє Горлицького деканату, метричні книги велися з 1784 року.
На 01.01.1939 село належало до Горлицького повіту, в селі мешкало 620 осіб, з них 510 українців-греко-католиків, 95 поляків (на присілку Фляша) і 15 євреїв.
15 вересня 1944 року село захопила Червона армія і почала примусову мобілізацію. Після Другої світової війни, попри сподівання лемків на входження в УРСР, Лемківщина була віддана Польщі, а корінне українське населення примусово-добровільно вивозилося в СРСР. Згодом, у період між 1945 і 1947 роками, в цьому районі тривала боротьба між підрозділами УПА та радянським військами. Ті, хто вижив, 1947 року під час операції Вісла були ув'язнені в концтаборі Явожно або депортовані на понімецькі землі, натомість заселено поляків.
У 1975—1998 роках село належало до Кросненського воєводства.

## Демографія
Демографічна структура станом на 31 березня 2011 року:
|          | Загалом | Допрацездатний вік | Працездатний вік | Постпрацездатний вік |
| -------- | ------- | ------------------ | ---------------- | -------------------- |
| Чоловіки | 888     | 178                | 594              | 116                  |
| Жінки    | 969     | 197                | 570              | 202                  |
| Разом    | 1857    | 375                | 1164             | 318                  |